# Caloptilia pastranai
Caloptilia pastranai là một loài bướm đêm thuộc họ Gracillariidae. Nó được tìm thấy ở Argentina.
Ấu trùng ăn Scutia buxifolia.